# Cementnik Kant
Cementnik Kant (kirg. Футбол клубу «Цементник» Кант) – kirgiski klub piłkarski, mający siedzibę w mieście Kant, na północy kraju.

## Historia
Chronologia nazw:
- 1992: Cementnik Kant (ros. «Цементник» Кант)
- 2001: KCSzK Kant (ros. «КЦШК» Кант)
- 2002: Cementnik Kant (ros. «Цементник» Кант)

Piłkarski klub Cementnik został założony w miejscowości Kant w roku 1992 i reprezentuje miejscową cementownię. W 1992 zespół debiutował w Pucharze Kirgistanu. W 1994 ponownie startował w rozgrywkach pucharowych, a w 1995 debiutował w grupie spadkowej północnej Wyższej Ligi Kirgistanu, w której zajął 5.miejsce. W 2001 jako KCSzK Kant (KCSzK - Kantski Cementowo-Szyferowy Kombinat) ponownie miał startować w 1/64 finału, ale zrezygnował z udziału. W 2002 przywrócił nazwę Cementnik Kant i znów występował w rozgrywkach o puchar Kirgistanu. W 2008 zespół po raz kolejny startował w Pucharze Kirgistanu. Występował w grupie północnej Pierwszej Ligi Kirgistanu.

## Sukcesy

### Trofea międzynarodowe
Nie uczestniczył w rozgrywkach azjatyckich (stan na 31-12-2015).

### Trofea krajowe
| \| \| Zdobyte trofea w rozgrywkach Kirgistanu (stan na: 31-12-2015) \| |                                                               |      |                         |
| Rozgrywki                                                              | Osiągnięcie                                                   | Razy | Sezon(y)                |
| Mistrzostwo                                                            | I miejsce                                                     | 0    |                         |
| Mistrzostwo                                                            | II miejsce                                                    | 0    |                         |
| Mistrzostwo                                                            | III miejsce                                                   | 0    |                         |
| Mistrzostwo                                                            | 5.miejsce                                                     | 1    | 1995 (gr.spadkowa płn.) |
| Puchar                                                                 | zdobywca                                                      | 0    |                         |
| Puchar                                                                 | finalista                                                     | 0    |                         |
| Puchar                                                                 | 1/8 finału                                                    | 2    | 1992, 2002              |
| II liga                                                                | I miejsce                                                     | ?    |                         |
| II liga                                                                | II miejsce                                                    | ?    |                         |
| II liga                                                                | III miejsce                                                   | ?    |                         |
| Kirgistan                                                              | Zdobyte trofea w rozgrywkach Kirgistanu (stan na: 31-12-2015) |      |                         |

## Stadion
Klub rozgrywa swoje mecze domowe na stadionie Sportkompleks Abdysz-Ata w Kant, który może pomieścić 3000 widzów.